# 堀川基具
堀川 基具（ほりかわ もととも）は、鎌倉時代中期から後期にかけての公卿。内大臣・堀川具実の長男。堀川太政大臣を号す。官位は従一位・太政大臣。

## 経歴
嘉禎3年（1237年）従五位下に叙爵。嘉禎4年（1238年）侍従に任ぜられ、仁治元年（1240年）従五位上に昇叙。仁治2年（1241年）右近衛少将に任ぜられた。
仁治3年（1242年）正五位下・備前介に叙任。さらにその後従四位下に叙せられ、寛元2年（1244年）従四位上・右近衛中将となった。寛元4年（1246年）正四位下・尾張介に叙任され、宝治元年（1247年）中宮権亮を兼ねた。宝治2年（1248年）に蔵人頭・左近衛中将となり、建長2年（1250年）従三位・参議に叙任されて公卿に列した。建長3年（1251年）讃岐権守を兼任し、ほどなく正三位に昇叙。
建長4年（1252年）権中納言に任ぜられ、建長6年（1254年）従二位に昇叙。建長7年（1255年）左衛門督を兼ねて、正嘉2年（1258年）に正二位に進んだ。弘長元年（1261年）中納言次いで権大納言となる。文永8年（1271年）大納言に転じ、翌文永9年（1272年）淳和・奨学院別当に補任された。弘安6年12月（1284年1月）従一位に至る。
基具は大臣になることのできる家格である清華家の出身で、さらに文永9年（1272年）8月より大納言の首席を占め、いつ大臣に昇任されてもおかしくない状況にあった。しかし、当時大臣には多く摂関家の子弟が任じられていたため、基具は長年大納言の地位に留まっていた。かかる状況にある基具を慰撫するために約300年ぶりに准大臣の待遇が復活。弘安7年（1284年）准大臣に任ぜられた。しかし現職の大臣とは認められず、現職者のみが参加できる儀式から排除されてしまい、基具は「存外之沙汰」と憤慨している。
正応2年（1289年）晴れて太政大臣に任ぜられる。翌正応3年（1290年）に上表して太政大臣を辞任。永仁4年（1296年）出家して、永仁5年（1297年）5月10日に薨御した。享年66。

## 官歴
※以下、『公卿補任』の記載に従う。
- 嘉禎3年（1237年）正月5日：従五位下に叙す（氏）。
- 嘉禎4年（1238年）10月2日：侍従に任ず。
- 仁治元年（1240年）10月24日：従五位上に叙す（臨時）。
- 仁治2年（1241年）4月23日：右近衛少将に任ず。
- 仁治3年（1242年）
  - 正月5日：正五位下に叙す（臨時）。
  - 3月7日：備前介を兼ぬ。
  - 12月25日（1243年1月17日）：従四位下に叙す（臨時）。
  - 12月26日（1243年1月18日）：右少將如元。
- 寛元2年（1244年）正月5日：従四位上に叙す（大納言源朝臣去年石清水賀茂行幸賞譲）。4月5日：右近衛中将に転ず。
- 寛元4年（1246年）正月5日：正四位下に叙す。2月23日：尾張介を兼ぬ。
- 宝治元年（1247年）9月27日：中宮権亮を兼ぬ。
- 宝治2年（1248年）10月29日：蔵人頭に補し、左近衛中将に転ず。
- 建長2年（1250年）正月13日：参議に任ず。4月9日：従三位に叙す。
- 建長3年（1251年）正月22日：讃岐権守を兼ぬ。
- -年（-年）-月―日：正三位に叙す。
- 建長4年（1252年）11月13日：権中納言に任ず。
- 建長6年（1254年）正月5日：従二位に叙す。
- 建長7年（1255年）9月19日：左衛門督を兼ぬ。
- 正嘉2年（1258年）正月5日：正二位に叙す。
- 弘長元年（1261年）3月27日：中納言に転ず。11月4日：権大納言に任ず。
- 文永2年（1265年）正月14日：踏歌節会内弁に勤仕。
- 文永8年（1271年）3月27日：大納言に転ず。
- 文永9年（1272年）8月―日：淳和奨学院別当に補す。
- 建治3年（1277年）4月26日：服解（父）。10月6日：復任。
- 弘安6年12月20日（1284年1月9日）：従一位に叙す。
- 弘安7年（1284年）正月13日：大納言を辞す。同月、准大臣宣下（表向きは散位）。
- 正応2年（1289年）8月29日：太政大臣に任ず。
- 正応3年（1290年）3月13日（15日）：上表辞任。
- 永仁4年（1296年）11月3日：出家。
- 永仁5年（1297年）5月10日：薨御。享年66。

## 系譜
- 父：堀川具実
- 母：藤原公佐の娘
- 妻：平惟忠の娘（1228-1312）
  - 長男：堀川具守（1249-1316）
  - 次男：堀川基俊（1261-1319）
- 生母不明の子女
  - 男子：道源
  - 男子：宗助
- 養子
  - 女子：堀川基子 - 堀川具守の娘